# Прапор Нововодолазького району
Пра́пор Нововодола́зького райо́ну — один із символів Нововодолазького району.

## Опис
Прапор району являє собою прямокутне полотнище, що поділене на дві рівні за шириною горизонтальні частини. Співвідношення ширини до довжини прапора — 1:2. Прапор району двосторонній.
Малиновий колір символізує приналежність району до Харківської області та приналежність до козацького минулого.
Блакитний (або ж жовто-зелений) символізує аграрність району.